# Frœschwiller
Frœschwiller (Duits: Fröschweiler) is een gemeente in het Franse departement Bas-Rhin (regio Grand Est) en telt 525 inwoners (2004).

## Geschiedenis
Tijdens de Franse Revolutie werd op 22 december 1793 de Slag van Woerth-Froeschwiller een overwinning van Generaal Lazare Hoche aan het hoofd van het Armée de Moselle op het Pruisisch leger van Charles-Guillaume-Ferdinand de Brunswick en het Oostenrijkse van Dagobert Sigmund von Wurmser.
Op 6 augustus 1870 werd tijdens de Frans-Duitse Oorlog de Slag van Froeschwiller-Woerth uitgevochten waarbij de Franse maarschalk Patrice de Mac Mahon werd verslagen.

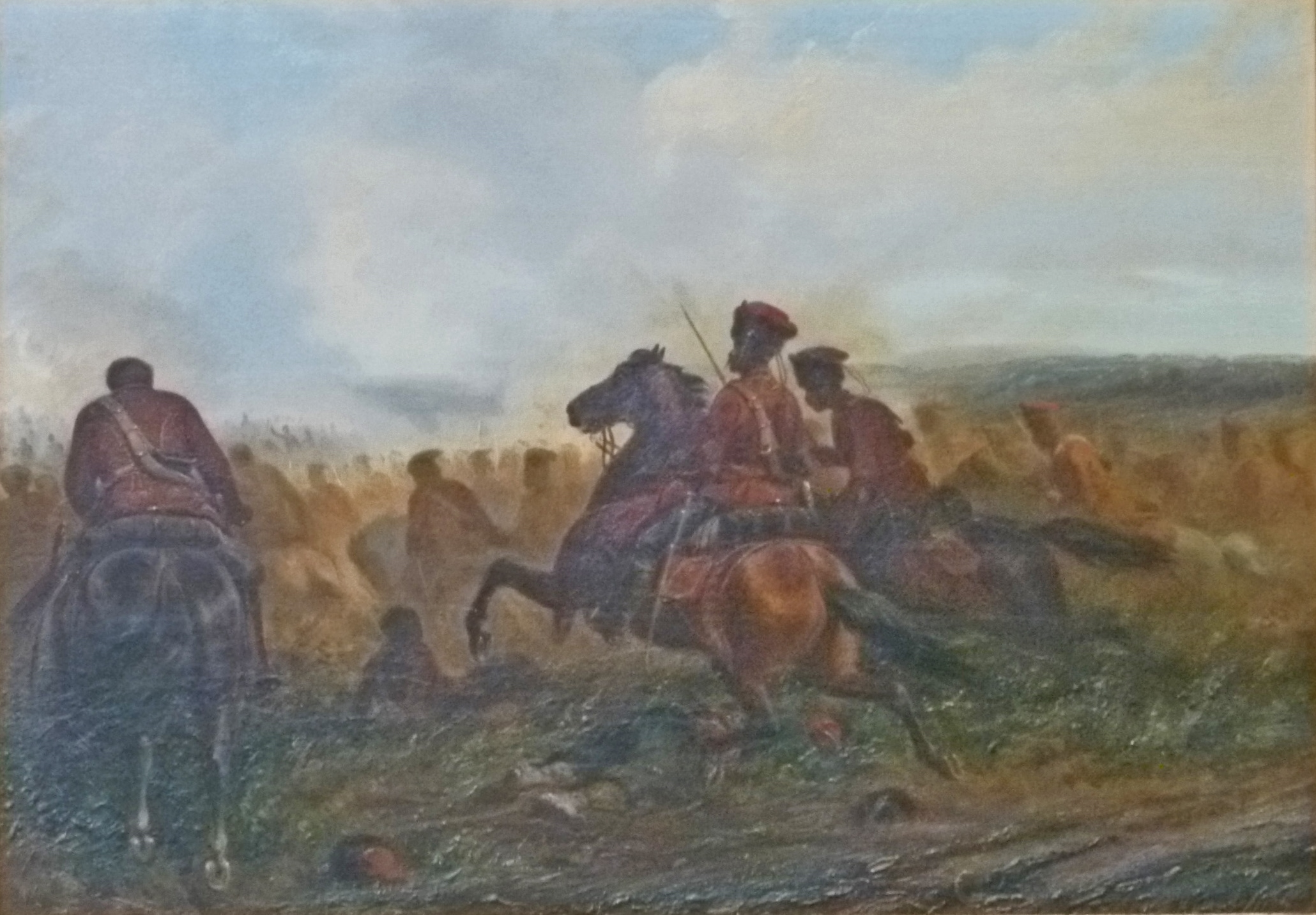
Slag van Froeschwiller-Woerth tijdens de Frans-Duitse Oorlog door Jules van Imschoot

Na deze oorlog werd de gemeente in overeenkomst met het Verdrag van Frankfurt opgenomen in het Duitse Keizerrijk, na de Eerste Wereldoorlog werd de gemeente weer Frans en tijdens de Tweede Wereldoorlog werd de gemeente weer tijdelijk geannexeerd door Nazi-Duitsland.
Frœschwiller maakte deel uit van het arrondissement Wissembourg tot dit op 1 januari 2015 fuseerde met het arrondissement Haguenau tot het huidige arrondissement Haguenau-Wissembourg. Op 22 maart van datzelfde jaar ging ook het kanton Wœrth, waar de gemeente onder viel, op in het op die dag gevormde kanton Reichshoffen.

## Geografie
De oppervlakte van Frœschwiller bedraagt 5,7 km², de bevolkingsdichtheid is 92,1 inwoners per km².
De onderstaande kaart toont de ligging van Frœschwiller met de belangrijkste infrastructuur en aangrenzende gemeenten.

## Demografie
Onderstaande figuur toont het verloop van het inwonertal (bron: INSEE-tellingen).